# Ритнордхаузен (Зангерхаузен)
Ритнордхаузен (нем. Riethnordhausen) — община в Германии, в земле Саксония-Анхальт.
Входит в состав района Зангерхаузен. Подчиняется управлению Фервальтунгсгемайншафт Гольдене Ауэ (Заксен-Анхальт). Население составляет 563 человека (на 31 декабря 2006 года). Занимает площадь 6,79 км².